# Кубок німецької ліги з футболу 2002
Кубок німецької ліги 2002 — 7-й розіграш Кубка німецької ліги. Змагання проводиться за системою «плей-оф», де і визначають переможця. Переможцем вдруге поспіль став Герта.

## Календар
| Раунд        | Дата             | Матчі | Клуби |
| ------------ | ---------------- | ----- | ----- |
| Перший раунд | 24-25 липня 2002 | 2     | 6 → 4 |
| 1/2 фіналу   | 29-30 липня 2002 | 2     | 4 → 2 |
| Фінал        | 1 серпня 2001    | 1     | 2 → 1 |

## Перший раунд
| Команда 1     | Рахунок      | Команда 2 |
| ------------- | ------------ | --------- |
| 24 липня 2002 |              |           |
| Баєр 04       | 1:0          | Вердер    |
| 25 липня 2002 |              |           |
| Баварія       | 2:2 пен. 3:4 | Герта     |

## 1/2 фіналу
| Команда 1           | Рахунок | Команда 2 |
| ------------------- | ------- | --------- |
| 29 липня 2002       |         |           |
| Шальке 04           | 2:0     | Баєр 04   |
| 30 липня 2002       |         |           |
| Боруссія (Дортмунд) | 1:2     | Герта     |

## Фінал
| 1 серпня 2002 |

| Шальке 04 | 1:4      | Герта                                                 |
| --------- | -------- | ----------------------------------------------------- |
| Агалі 61' | Протокол | Марселіньйо 32', 84' (пен.) Алекс Алвеш 33' Пінту 89' |

| Воновія Рурштадіон, Бохум Глядачів: 11 200 Арбітр: Гартмут Штрампе |